# Espace Mode
 (juillet 2021).
Espace Mode est une chaîne de magasins de prêt-à-porter multimarque belge du groupe Tricobel.

## Histoire
Espace Mode est une entreprise belge de prêt-à-porter multimarque fondée en 1988. Elle appartient à Tricobel Group, un groupe familial dans le textile fondé par Louis Meeckers en 1937. Tricobel débuta en tant que grossiste textile avant d’ouvrir des magasins sous l’enseigne Espace Mode, qui compte aujourd’hui 10 points de vente en Belgique et une plateforme en ligne. L’entreprise, dirigée par la quatrième génération Meeckers, est reconnue pour son approche conviviale et ses valeurs familiales, avec un engagement envers la consommation locale.
Le premier magasin de l'enseigne ouvre ses portes dans la région d'Aubel, en Belgique, proposant ainsi une superficie de vente de 1000m² pour habiller toute la famille.
En 1993, un deuxième magasin voit le jour à Malmedy. La surface commerciale était alors de 1125 m². Après plusieurs phases de travaux (dont la dernière en 2018) le magasin est aujourd’hui de 1296 m², soit 15 % de surface commerciale en plus qu'au départ.
Au début des années 2000, l'entreprise poursuit son expansion avec l'ouverture d'un troisième magasin à Erpent en 2001, suivie par des points de vente à Perwez en 2006, Saint-Georges en 2009, Auvelais en 2011, puis à Beaufays et Genval en 2015. L’ensemble des magasins sont intégrés et non franchisés.
En 2017, Maxime Meeckers, représentant la quatrième génération, rejoint l'entreprise en tant que responsable commercial des magasins Espace Mode. 
En 2020, Espace Mode inaugure un neuvième magasin à Nandrin, suivi d'un dixième à Hannut en 2021. 
En 2024, la société mère est sous la direction de Christophe Meeckers et Maxime Meeckers, elle représente plus de 160 employés et plus de 80 marques partenaires. Le siège se situe dans le zoning industriel des Plénesses à Thimister-Clermont (Belgique).

## Partenariats
En 2020, Daniela Prepeliuc est devenue l'égérie d'Espace Mode au travers de son rôle d'animatrice à la RTBF.
De 2021 à 2022, Espace Mode a travaillé en collaboration avec Sandrine Corman comme ambassadrice de l'enseigne.
En 2024, une collaboration voit le jour avec la participation de Shalimar Debru, animatrice de RTL TVI. 